# SES (azienda)
SES S.A. è un'azienda di telecomunicazioni satellitari con sede a Betzdorf, in Lussemburgo.
È uno dei tre maggiori operatori satellitari al mondo: tramite 70 satelliti, tra i quali gli Astra, offre servizi di affitto della propria infrastruttura satellitare commercializzando la propria banda, fornendo copertura in Europa, Medio Oriente, Africa, India, Asia e America.
SES S.A. fu fondata nel 1985 come Société Européenne des Satellites. Nel 2001 cambia nome in SES Global e poi in SES dal 2006.
È membro dell'Istituto europeo per le norme di telecomunicazione (ETSI).

## Dettagli satellite
I satelliti di SES prestano servizio con un segnale radiotelevisivo ricevibile con un'antenna parabolica con diametro tra i 60 ed i 90 cm. In questo modo sono ricevibili più di 1700 canali analogici e digitali da più di 107 milioni di famiglie in Europa.
| Satellite                      | Data di lancio    | Produttore               | Modello          | Lancio veicolo | Commenti |
| Astra 19,2° E                  | Astra 19,2° E     | Astra 19,2° E            | Astra 19,2° E    | Astra 19,2° E  | Astra 19,2° E |
| ------------------------------ | ----------------- | ------------------------ | ---------------- | -------------- | --- |
| 1H                             | 16 giugno 1999    | Hughes                   | HS-601HP         | Proton         | |
| 1KR                            | 20 aprile 2006    | Lockheed Martin          | A2100            | Atlas V (411)  | Lanciato dopo il fallimento di Astra 1K. |
| 1L                             | 4 maggio 2007     | Lockheed Martin          | A2100            | Ariane 5-ECA   | Sostituito da 1E/2C. |
| 1M                             | 6 novembre 2008   | EADS Astrium             | Eurostar E3000   | Proton-M       | Sostituito da 1G e appoggiato a 19,2° E. Inizio servizio commerciale 20 gennaio 2009.                                                                                        |
| Astra 28,2° E                  |                   |                          |                  |                | |
| 2A                             | 30 agosto 1998    | Hughes                   | HS-601HP         | Proton         | |
| 2B                             | 14 settembre 2000 | Astrium                  | Eurostar E2000+  | Ariane 5G      | |
| 2D                             | 19 dicembre 2000  | Hughes                   | HS-376HP         | Ariane 5G      | |
| Astra 23,5° E                  |                   |                          |                  |                | |
| 3A                             | 29 marzo 2002     | Boeing Satellite Systems | HS-376HP         | Ariane 44L     | |
| 3B                             | 21 maggio 2010    | EADS Astrium             | Eurostar E3000   | Ariane 5-ECA   | Sostituisce 1E e 1G con 52 transponder in Ku band e 4 in Ka band. Lancio ritardato di circa due mesi dovuto a problemi del lanciatore.                                       |
| 1E                             | 18 ottobre 1995   | Hughes                   | HS-601           | Ariane 42L     | Si sposta da 19,2° E a 23,5° E per provvedere alla creazione di spazio aggiuntivo per il lancio di Astra 3B.                                                                 |
| 1G                             | 2 dicembre 1997   | Hughes                   | HS-601HP         | Proton-K       | Problemi di potenza, ora supporta al massimo 20 transponder. Spostato da 19,2° est febbraio 2010 prima del lancio di Astra 1M. Attualmente (luglio 2010) spostato a 31,5° E. |
| Astra 5° E                     |                   |                          |                  |                | |
| Sirius 3                       | 5 ottobre 1998    | Hughes                   | HS376            | Ariane 44L     | Usato solo per il riposizionamento di Astra 4A. |
| 4A                             | 18 novembre 2007  | Lockheed Martin          | A2100AX          | Proton-M       | Originariamente chiamato Sirius 4. |
| 1C                             | 12 maggio 1993    | Hughes                   | HS-601           | Ariane 42L     | Spostato da 19,2° E a 5° E per provvedere ad accostarlo ad Astra 4A. |
| Astra 31,5° E                  |                   |                          |                  |                | |
| 2C                             | 16 giugno 2001    | Hughes                   | HS-601HP         | Proton         | Inizialmente installato a 19,2° E. |
| 1D                             | 1º novembre 1994  | Hughes                   | HS-601           | Ariane 42P     | Originariamente a 19,2° E; usato a 28,2° E e 23,5° E. Spostato a 31,5° E. |
| OPERAZIONI NON RECENTI PER SES |                   |                          |                  |                | |
| 1A                             | 11 dicembre 1988  | GE AstroSpace            | GE-4000          | Ariane 44LP    | Il primo satellite Astra. Ora ritirato in orbita cimitero. |
| 1B                             | 2 marzo 1991      | GE AstroSpace            | GE-5000          | Ariane 44LP    | Acquisito da GE Americom (Satcom K3). Ora ritirato in orbita cimitero. |
| 1F                             | 8 aprile 1996     | Hughes                   | HS-601           | Proton-K       | Spostato nell'agosto 2009 a 57° E per SES World Skies fino a NSS12 è lanciato nei primi mesi del 2010.                                                                       |
| 1K                             | 26 novembre 2002  | Alcatel Space            | Spacebus 3000B3S | Proton         | Lanciato a 19,2° E. |
| 5A                             | 12 novembre 1997  | Alcatel Space            | Spacebus-3000B2  | Ariane 44L     | Precedentemente conosciuto come Sirius 2. Spostato a 31,5° E e rinominato Astra 5A il 29 aprile 2008. Orbita fallita nel gennaio 2009.                                       |
| ORA IN COSTRUZIONE             |                   |                          |                  |                | |
| 1N                             | Due Q2 2011       | EADS Astrium             | Eurostar E3000   |                | Sostituirà 1H e sarà messo in orbita a 19,2° E. |
| 4B                             | Due Q4 2011       | Space Systems/Loral      | LS-1300          |                | Aggiungerà nuova capacità a 5,0° E. Il satellite era formalmente conosciuto come Sirius 5.                                                                                   |
| 2F                             | Due Q4 2012       | EADS Astrium             | Eurostar E3000   |                | Aggiungerà capacità a 28,2° E. |
| 2E                             | Due Q1 2013       | EADS Astrium             | Eurostar E3000   |                | Aggiungerà capacità a 28,2° E. |
| 5B                             | Due Q3 2013       | EADS Astrium             | Eurostar E3000   |                | Aggiungerà nuova capacità a 31,5° E. |
| 2G                             | Due Q1 2014       | EADS Astrium             | Eurostar E3000   |                | Aggiungerà capacità a 28,2° E. |